# Pohorelská Maša
Pohorelská Maša – osada  w środkowej Słowacji, przemysłowa część wsi Pohorelá w kraju bańskobystrzyckim, w powiecie Brezno. Leży w historycznym regionie Horehronie.
W miejscowości jest przystanek kolejowy Pohorelská Maša.

## Położenie
Pohorelská Maša leży w górnej części doliny Hronu, generalnie na lewym jego brzegu, u północnych podnóży Płaskowyżu Murańskiego. Leży przy drodze krajowej nr 66 biegnącej z Brezna na Pusté Pole. Przez osadę przebiega również linia kolejowa z Brezna do Margecan.

## Historia
W drugiej połowie XVIII w. w rejonie wsi Pohorelá odkryto pokłady rudy żelaza. Pohorelská Maša powstała jako osada robotnicza, usytuowana koło huty żelaza i towarzyszącej jej kuźnicy (słow. hámra), zbudowanych tu przez spółkę, w skład której wchodzili hrabia Koháry, Coloredo i Mitrovský.
W 1826 r. majątek ten przejęła rodzina Koburgów. Z czasem zakład się rozbudował i w drugiej połowie następnego wieku działająca tu walcownia blach, z siedmioma liniami walcowniczymi, należała do najnowocześniejszych na całych Górnych Węgrzech. Po I wojnie światowej zakład jednak nie był już w stanie konkurować z tańszymi wyrobami wielkich hut. Nastąpił okres stagnacji i redukcji załogi, zaś wzrastające bezrobocie – do radykalizacji nastrojów miejscowej ludności. W latach 1929–1933 zakład byłł całkowicie zatrzymany.
Po wybuchu słowackiego powstania narodowego w 1944 r. w zakładzie hutniczym wyrabiane były przez krótki okres broń dla powstańców i materiały wybuchowe. Po II wojnie światowej w 1948 r. znacjonalizowany zakład przejęła firma „Slovenské závody na smaltovaný a železný tovar” z siedzibą w Bratysławie.
W roku 1949 zakład został włączony do firmy „Kovosmalt” w Trnawie, a w roku 1951 przejął go „Tatrasmalt Matejovce”. Produkował różne drobne wyroby z blachy, formowane metodami wytłaczania. W latach 50. były to głównie proste zabawki (wiaderka, konewki, foremki itp.). Od roku 1957 do produkcji wprowadzano różnorodne zabawki elektromechaniczne, napędzane silniczkami elektrycznymi z baterią (samochodziki, traktorki itp.). Z czasem asortyment wyrobów rozszerzono o inne urządzenia elektromechaniczne, wykorzystujące elementy z tworzyw sztucznych (np. wentylatory, grzałki elektryczne), produkowanych według projektów własnego biura konstrukcyjnego). W styczniu 1974 r. zakład się usamodzielnił jako „Strojsmalt Pohorelá, n. p. Pohorelá”. Ok. 1980 r. wyrób zabawek przeszedł na dalszy plan, kosztem produkcji różnorodnych blaszanych naczyń, opakowań, kapsli do butelek, elementów pieców akumulacyjnych, aluminiowych sztućców i in.
W 1994 r. zakład został sprywatyzowany. Następnie funkcjonował jako „Strojsmalt, a. s., Pohorelá”, potem „Strojsmalt Holding”. Swą działalność zakończył z dniem 1 czerwca 2005 r.

## Zabytki
We wschodniej części osady znajduje się oryginalna pamiątka w formie niewielkiego, żeliwnego otwartego pawilonu wspartego na czterech kolumnach i otoczonego żelaznym ogrodzeniem. Wykonali go w 1841 r. tutejsi hutnicy i ofiarowali właścicielowi zakładów, Ferdynandowi Jerzemu Koburgowi. W centrum pawilonu znajduje się niewielki obelisk z herbem Koburgów i okolicznościową inskrypcją.